# StadsHeer
De StadsHeer is een gebouw in het Haestrechtkwartier in de Nederlandse stad Tilburg. Het gebouw heeft een hoogte van 101 meter en telt 31 verdiepingen. Daarmee is het op Westpoint na het hoogste gebouw van Tilburg. De eerste zes verdiepingen wordt ingenomen door kantoorruimte en de daarboven gelegen 25 verdiepingen door 85 huurappartementen.

## Bouw
Voordat de StadsHeer bestond, bevonden zich op die plek voormalige faciliteiten voor de spoorlijn door Tilburg. Dit spoorgebied werd omgebouwd tot de woonwijk Haestrechtkwartier, waar zich de StadsHeer bevindt. BAM Vastgoed was de ontwikkelaar van het gebouw en verkocht het halverwege 2004 aan Amvest, dat aanvankelijk van plan was naast een deel van de appartementen te verhuren een deel te verkopen. Uiteindelijk werden alle appartementen verhuurd. BAM Vastgoed wilde het gebouw verkopen, omdat het bedrijf niet genoeg kopers voor de appartementen kon vinden. VGZ had destijds een optie op de kantoorruimte. EGM architecten was ingeschakeld om het gebouw te ontwerpen en BAM Woningbouw werd de aannemer. Het constructief ontwerp werd gemaakt door Hurks, dat in 2002 bij het project betrokken was geraakt. Aanvankelijk zou de StadsHeer 89 meter hoog worden en worden gebouwd met behulp van gietbouw. Uiteindelijk koos men ervoor om prefabricage te gebruiken, waardoor werd besloten het gebouw 101 meter hoog te maken.
De bouw van de StadsHeer begon in maart 2005. Op 22 december van dat jaar werden in bijzijn van wethouder E. Aarts de projectborden onthuld en werden de vlaggen gehesen. Het toevoegen van één kantoorverdieping duurde twee weken en het toevoegen van één woonverdieping maximaal één week. Vanaf juni 2006 konden huurders zich inschrijven, nadat in maart van dat jaar een woonmanifestatie was gehouden. Op de 22e verdieping werd eind september een modelwoning ingericht. Op 12 september 2006 werd het hoogste punt van de StadsHeer bereikt in bijzijn van wethouder C.J.M. Aarts-Engbers. Ook abseilden twee toekomstige huurders van de top van het gebouw.
Toen het gebouw nog in aanbouw was, opereerde tussen 8 januari en 5 maart 2007 een restaurant met de naam "Skylinerestaurant De StadsHeer" in een van de penthouses. Dit restaurant, dat was bedoeld om huurders aan te trekken, was tot stand gekomen door een samenwerking tussen verhuurder Amvest en de Bonheur Horeca Groep. Toen de opening van de StadsHeer in de buurt kwam, werd het restaurant gesloten. De bouw eindigde op 26 maart 2007. Toen was 50% van de appartementen verhuurd en in mei bedroeg dit 70%. De StadsHeer kampte vanaf de opening met leegstand: begin 2014 stonden bijna twintig appartementen leeg. Als gevolg daarvan werd korting op de huurprijs gegeven met als resultaat dat de leegstand in mei van datzelfde jaar negen appartementen bedroeg.

## Architectuur
De StadsHeer is gebouwd met behulp van betonnen geprefabriceerde onderdelen, die door de vloeren met elkaar worden verbonden. De elementen beschikten voordat ze werden geplaatst over leidingen. Door met prefabricatie te werken nam de bouw minder tijd in beslag en was de constructie goedkoper. Onder de geprefabriceerde elementen bevindt zich de fundering, die bestaat uit vibropalen met daarboven een voetplaat. De StadsHeer beschikt over een sandwichgevel en heeft een wittig exterieur. Aan de buitenkant van het gebouw hangen op willekeurige plaatsen balkvormige serres, die kenmerkend zijn voor het gebouw en in de volksmond ook wel "vogelkooikes" worden genoemd. De serres hangen aan de gevel met behulp van een snelkliksysteem en hebben vliesgevels van aluminium. Elk appartement op de drie penthouses na beschikt over één zo'n serre. De drie penthouses beschikken ook over serres, maar deze hangen niet aan de buitenkant van het gebouw.

## Indeling
De onderste zes verdiepingen worden gebruikt voor kantoorruimte en daarboven bevinden zich de 25 verdiepingen met huurappartementen. Onder de 31 bovengrondse verdiepingen bevindt zich nog een kelder met installaties en bergingsruimte. De vloeroppervlakte van de kantoorruimte bedraag ongeveer 2.500 m² en deze ruimte wordt verhuurd door VGZ. De 85 appartementen worden door Amvest verhuurd. Er zijn vier typen driekamerappartementen (75,5 - 96 m²), twee typen vierkamerappartementen (124,5 - 144 m²) en er is daarnaast nog één type penthouse (ca. 200 m²). In totaal zijn er zeventig driekamerappartementen, twaalf vierkamerappartementen en drie penthouses. Op elk van de drie bovenste verdiepingen bevindt zich één penthouse.